# محمود فتحي المحروق
محمود فتحي المحروق (1931- 1993م)، شاعر عراقي ولد في الموصل، أحد مؤسسي رابطة (رواد أدب الحياة) مع شاذل طاقة وأدباء اخرين، ويعتبر من أوائل الشعراء الذين كتبوا الشعر الحر في مدينة الموصل، ومن أهم دواوينه (قيثارة الريح).

## حياته الفنية
ولد في الموصل عام 1931م، وتخرج من مدارسها، وعمل فيها كمعلم في مدارس الموصل وبغداد، تأثر كثيرا بنهج جبران خليل جبران ونزعته الرومانسية في شعره، وبسبب أهتماماته الشعرية والادبية فقد رسم للمرأة في خياله صورة مقدسة على أنها أجمل ما في الكون من المخلوقات وأعتبرها رمزاً للحب، بدأ الشعر عام 1946م، كتب أول قصيدة في الشعر الحر عام 1948م، بعنوان(ظلام) عام 1948م ويقول في مطلعها:
مضينا .. وفي قلبنا تهاويل جيّاشة بالعناء
وكنّا .. وكان الزمان لنا .. ملاحم ننشرها بالهناء
ونرشف من نخبها .. رحيق الهوى والحياة
وفي قلبنا سكبنا الدموع .. فتندب أحلامنا ونمضي وما من رجوع .
وطبعت مجموعته الشعرية الاولى وصدر له ديوان بأسم (قيثارة الريح) عام 1954م، وفي الديوان لوحات فنية رسمتها ريشة الشاعر، فهو شاعر ورسام أيضا، وإلى جانب المجموعة أيضا قصيدتان عموديتان من الشعر الحر الأولى (ظلام)، والثانية (الساعة الحمقاء) والتي كتبها عام 1950م، ونشرت قصائده في صحف الموصل وبغداد والنجف وأيضا في المجلات السورية والمصرية واللبنانية وذلك منذ عام 1947م.
ساهم بالحركة الثقافية في مدينة الموصل من خلال الكتابة في جريدة الحدباء بعد إحالته الى التقاعد، وايضا لديه دراسة نقدية بعنوان (في سماء الشعر) ودراسة أخرى عن جبران خليل جبران.

## روابط خارجية
- كتاب شعراء موصليون كتابات وبصمات
- كتاب الشعر في الصحافة الموصلية